# Byttneria oblongifolia
Byttneria oblongifolia är en malvaväxtart som beskrevs av Arenes. Byttneria oblongifolia ingår i släktet Byttneria och familjen malvaväxter. Inga underarter finns listade i Catalogue of Life.